# Бабиков, Константин Иванович
Константи́н Ива́нович Ба́биков (1841, Москва — 21 июля (2 августа) 1873, Москва) — русский писатель

.

## Биография
Родился в 1841 году в Москве в купеческой семье, учился в Московском университете.
Первая повесть его «Детские годы в деревне» помещена в «Русском Вестнике» (1861, № 5) и возбудила надежды на появление нового беллетристического дарования: в ней тепло, хотя и не без примеси сентиментальности, изображена неприглядная жизнь в нашей дореформенной захолустной деревне. Петербургские журналы открыли свои страницы начинающему провинциальному романисту. В 1863 году явилась его повесть «Захолустье» в журнале «Время» (№ 4), в следующем году в «Эпохе» — роман «Глухая улица» (№ 10 — 12) и в 1867 году в «Отечественных Записках» «Лукавый попутал», замоскворецкие нравы (№ 7). Оба эти произведения вышли в Москве и отдельными книгами в 1869 году. Наконец, в 1869 году напечатан в «Заре» рассказ: «Штабс-капитан Бубенцов и девица Плисова». Этим и закончилась его журнальная деятельность. Лучшим его произведением остается «Глухая улица» — верная картина жизни московских углов, родоначальница «Неведомых», «Растеряевых» и других глухих улиц, появившихся с тех пор в нашей беллетристике. Присоединив к этому роману первую повесть автора и его очерк замоскворецких нравов в «Отечественных Записках», получим все, что есть лучшего в его произведениях.
Все остальное относится уже к области спекуляции. Так, в 1870 году он составил «Продажные женщины» — картины публичного разврата на Востоке, в средние века, в античном мире и в настоящее время. Это уже чисто порнографический сборник, хотя и выкроенный из серьезных книг Паран дю Шателе, Поля Лакруа и других, но изданный с прямой целью подействовать на эротические наклонности полуобразованной массы.
Затем, рассказав об углах и глухих улицах все, что он успел подметить, Бабиков, не находя более подходящих сюжетов в тесной сфере некрупного дарования, начал писать очерки и сцены для уличных иллюстрированных и юмористических листков: «Развлечения», «Будильника» и прочих. Том мелких рассказов Бабикова вышел в Москве в 1872 году в сборнике под общим заглавием: «Тишь да гладь». Умер 21 июля (2 августа) 1873 года в Москве от чахотки, в крайней нужде, в возрасте 32 года, увеличив только собою число неразвившихся дарований и несбывшихся надежд русской литературы.
Книга Бабикова «От колыбели о могилы. Мужчина и женщина» (1873) была запрещена цензурой.

## Публикации
- Продажныя женщины: проституция : Картины публичнаго разврата на Востокѣ, в античном мірѣ, в средніе вѣка и в настоящее время во Франціи, Англіи, Россіи и др. государствах Европы : интересныя историческія наслѣдованія частнаго и общественнаго быта проституток, образ их жизни, правы, обычаи, привычки, и вліяніе проституціи на общественную нравственность / составлено по Паранъ-Дю-Шателе, Жанвелю, Шерру, Лакруа и др. К. И. Бабиковымъ. — М. : Въ Типографіяхъ, И. Смирнова, на Земляномъ валу, д. Ерохиной, и И. Е. Шюманъ, на Никитской ул., А. Воейковой, 1970.